# Les Jeux d'enfants (Goya)
Pour les articles homonymes, voir Les Jeux d'enfants.

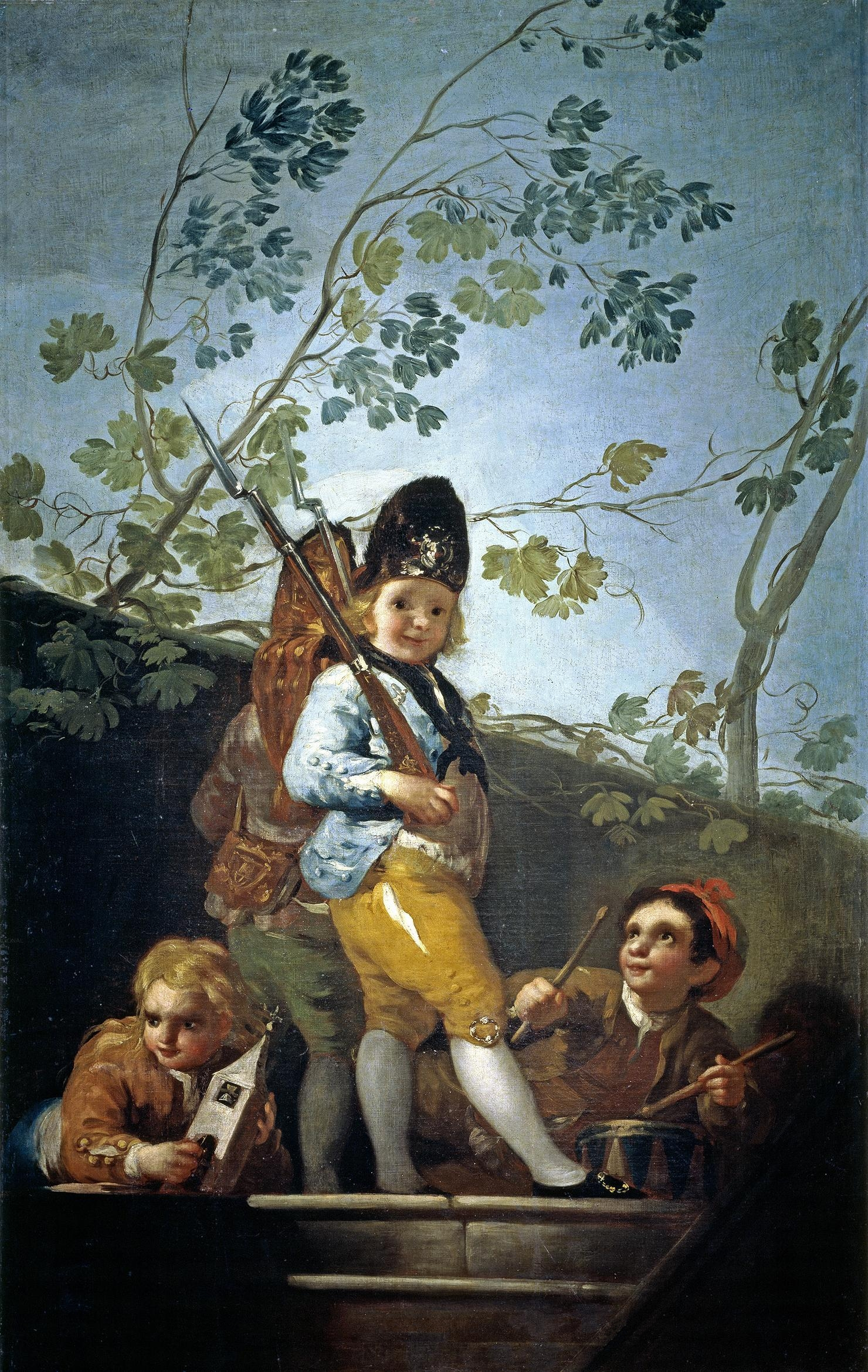
Enfants jouant aux soldats, de la troisième série des Cartons de Goya, avec laquelle Les Jeux d'enfants ont beaucoup d'affinités.

Les Jeux d'enfants sont une série de six peintures à l'huile réalisées par Francisco de Goya entre 1777 et 1780.

## Description et analyse
De petit format identique, il s'agirait d'ébauches conçues, selon Valentín de Sambricio, pour préparer une série de cartons pour tapisserie. Pour Rita de Angelis, il pourrait également s'agir d'œuvres destinées à la vente, ayant eu beaucoup de succès et ayant été répliquées à de nombreuses reprises.

## Datation
Gudiol avait d'abord daté ces peintures de 1781-1785, mais la similitude d'approche avec les tapisseries pousse Gassier à les situer vers les deuxième et troisième séries (vers 1778),.
En considérant les répliques a priori postérieures, il faut situer la datation de ces œuvres entre 1777 et 1780.

## Liste des œuvres
Toutes les œuvres originales sont conservées à Madrid, à la fondation Santamarca. En note, des précisions sur les répliques.
- Enfants jouant aux soldats, 29×41[N 2]
- Enfants se disputant des chataignes, 29×41[N 3]
- Enfants jouant à la balançoire, 29×41[N 4]
- Enfants à la recherche des nids, 29×41[N 5]
- Enfants jouant à saute-mouton, 29×41[N 6]
- Enfants jouant à la corrida, 29×41